# 氯化四氨合铜(II)
氯化四氨合铜(II)是一种配位化合物，化学式为[Cu(NH3)4]Cl2。

## 制备及反应
氯化四氨合铜(II)可由氯化铜和氨气反应得到：
CuCl2 + 4 NH3 → [Cu(NH3)4]Cl2
它也可以在氧化铜和氨-氯化铵的反应中得到：
CuO + 2 NH3 + 2 NH4Cl → [Cu(NH3)4]Cl2 + H2O
它和N-(吡啶-2-基)硫代苯甲酰胺在热甲醇中反应，可以得到砖红色的二[N-(吡啶-2-基)苯甲亚氨基]二硫化物的铜(I)羟基配合物。